# Anolis attenuatus
Anolis attenuatus är en ödleart som beskrevs av  Taylor 1956. Anolis attenuatus ingår i släktet anolisar, och familjen Polychrotidae. Inga underarter finns listade i Catalogue of Life.